# Дунай (Кршко)
Дунай (словен. Dunaj) — поселення в общині Кршко, Споднєпосавський регіон, Словенія. Висота над рівнем моря: 390,6 м.